# Bury My Heart at Wounded Knee (film)
Bury My Heart at Wounded Knee är en amerikansk TV-film från 2007 som bygger på Dee Browns bok med samma namn. Handlingen kretsar runt tre personer; Charles Eastman, som blir bortryckt från sitt indianska liv och får "lära" sig att leva en vit mans liv, Sitting Bull, en stolt indianhövding som fortsätter att trotsa den amerikanska regeringen, och Henry L. Dawes, som försöker övertyga USA:s president och sin övriga omgivning att indianerna har rätt till ett bättre liv.
Den fick sex Emmy Awardpriser.

## Roller
- August Schellenberg som Sitting Bull
- Eric Schweig som Gall
- Gordon Tootoosis som Red Cloud
- Wes Studi som Wovoka/Jack Wilson
- Aidan Quinn som Senator Henry L. Dawes
- Adam Beach som Charles Eastman
- Chevez Ezaneh som Ohiyesa / unga Charles
- J.K. Simmons as James McLaughlin
- Colm Feore som general William Tecumseh Sherman
- Fred Thompson som president Ulysses S. Grant
- Anna Paquin som Elaine Goodale
- Shaun Johnston som Col. Nelson A. Miles
- Brian Stollery som Biskop Whipple
- Patrick St. Esprit som Major James Walsh

### Fotnoter
1. ↑  ”Cold Justice Production Bios” (på engelska). Turner. Arkiverad från originalet den 11 september 2016. https://web.archive.org/web/20160911085632/https://www.turner.com/pressroom/cold-justice-production-bios. Läst 29 augusti 2016.